# Piz Martegnas
Piz Martegnas är en bergstopp i Schweiz.   Den ligger i regionen Albula och kantonen Graubünden, i den östra delen av landet, 160 km öster om huvudstaden Bern. Toppen på Piz Martegnas är 2 670 meter över havet, eller 80 meter över den omgivande terrängen. Bredden vid basen är 0,68 km.
Terrängen runt Piz Martegnas är bergig norrut, men söderut är den kuperad. Närmaste större samhälle är Thusis, 15,0 km nordväst om Piz Martegnas. 
Trakten runt Piz Martegnas består i huvudsak av gräsmarker. Runt Piz Martegnas är det glesbefolkat, med 11 invånare per kvadratkilometer.